# Ronda Sud de València
La Ronda Sud de València és una via urbana de València que fa de circumval·lació urbana pel sud de la ciutat. Situada entre l'avinguda del Professor López Piñero (inici de l'autovia del Saler a l'altura del Pont de l'Assut de l'Or) i el carrer del Nou d'Octubre (al Pont del Nou d'Octubre), enllaça així totes les eixides de la ciutat al sud del vell llit del riu Túria (Jardí del Túria). És coneguda popularment com a Ronda Sud però també rep el nom de Bulevard Sud.
Incorpora al llarg del seu recorregut diverses denominacions segons el tram: El carrer de l'Actor Antonio Ferrandis, avinguda de Fernando Abril Martorell, l'avinguda del Doctor Tomàs Sala, l'avinguda de Tres Creus i el carrer del Nou d'Octubre. Generalment es denomina directament Ronda Sud, però l'avinguda de Tres Creus i el carrer del Nou d'Octubre al tindre major antiguitat tenen prou entitat i tradició per a diferenciar-se de la resta de la ronda.
No s'ha de confondre amb la circumval·lació V-30 de la ciutat de València, que és una autovia que circumval·la més cap al sud la ciutat, que comunica amb el Port de València i que té el seu traçat per les vores del nou llit de la desembocadura del riu Túria, construït al Pla Sud.

## Traçat
D'est a oest hi han eixides principals de la ciutat direcció a El Saler, Alacant, Benetússer, Torrent i Madrid, amb l'autovia del Saler (CV-500) cap a El Saler i L'Albufera, l'avinguda d'Ausiàs March (inici de la pista de Silla o V-31) cap a Alacant i Albacete, el carrer de Sant Vicent Màrtir (inici de l'avinguda del Sud o CV-400) cap a Benetússer, Paiporta i Albal, l'autovia de Torrent (CV-36) cap a Torrent, i l'avinguda del Cid (inici de l'autovia A-3) cap a Madrid.
A més d'aquestes importants eixides de la ciutat també s'encreua amb importants vies com el carrer Amado Granell, la carrera de la Font d'En Corts, la carrera de la Font de Sant Lluís, la carrera de Malilla, l'avinguda de Gaspar Aguilar, el carrer de Campos Crespo, el carrer de l'Arxiduc Carles, el Camí Nou de Picanya i l'avinguda de Tres Forques.
Travessa molts barris de quatre districtes de la ciutat, d'est a oest: Quatre Carreres, Jesús, Patraix i L'Olivereta.
Al districte de Quatre Carreres fa de divisòria entre el barri de la Ciutat de les Arts i les Ciències del barri de la Punta, i després travessa part de la Fonteta de Sant Lluís i tot el barri de Malilla. Al districte de Jesús creua parts dels barris del Camí Real, Sant Marcel·lí i l'Hort de Senabre. Al districte de Patraix creua parts dels barris de Favara, Sant Isidre i Vara de Quart. Al districte de L'Olivereta separa el barri de la Fontsanta del barri de Tres Forques i després separa els barris de Soternes i de Nou Moles.

## Història
El primer tram a construir-se va ser el del carrer del Nou d'Octubre i l'avinguda de Tres Creus durant les últimes dècades del segle xx.
L'any 2001 es va inaugurar el tram que discorre entre el barri de Sant Isidre i Sant Marcel·lí, l'any 2002 el tram des del carrer de Sant Vicent Màrtir fins a la Font de Sant Lluís i l'any 2007 es completa la ronda i s'obrí el tram fins a l'autovia del Saler. L'11 de desembre de 2008 es va inaugurar el pont de l'Assut de l'Or, que connecta la Ronda Sud amb el carrer Serradora.

## Transports
Al carrer del Nou d'Octubre es troba l'Estació del Nou d'Octubre de les línies 3, 5 i 9 del metro de València, al carrer de Campos Crespo es troben les estacions de Safranar i de Sant Isidre de les línies 1, 2 i 7 de MetroValencia.
La línea 99 de l'EMT de València fa un recorregut des del Palau de Congressos fins a la Malva-rosa, passant aixina per tota la Ronda Sud.